# William Hallam Tuck
William Hallam Tuck (né à Baltimore aux États-Unis le 9 mars 1890 et mort à Rougemont en Suisse le 28 août 1966) est un homme d'affaires américain établi en Belgique. 

## Biographie
Né à Baltimore aux États-Unis le 9 mars 1890, William Hallam Tuck est diplômé de l'université de Princeton en 1912. En 1915, il entre à la Commission for Relief in Belgium (CRB) en qualité de délégué pour la province de Hainaut. Avant l'entrée en guerre des États-Unis en avril 1917, il rejoint la British Army avant d'être transféré à l'United States Army. Dès la fin de la guerre, il rejoint Herbert Hoover en France auprès de l'American Relief Administration (en).
Le 15 avril 1920, à l’hôtel de ville d’Anvers, il épouse la Belge Hilda Bunge, issue d’une des familles les plus fortunées de la ville. De ce mariage sont nés trois enfants, tous dans la commune d’Uccle, où le couple avait sa résidence principale.
Ami du président américain Herbert Hoover, il soutiendra le parti républicain, lors de la campagne de réélection de Monsieur Hoover à la Maison Blanche en 1931. Tuck était également Representative à Bruxelles de la CRB Educational Foundation Inc. (qui prendra le nom en 1938 de Belgian-American Educational Foundation – BAEF) et il siégea au sein du Conseil d’administration de la Fondation Hoover pour le développement de l’Université de Louvain. Fondation qui contribua à la reconstruction de l’université après la Première Guerre mondiale, dont sa bibliothèque construite durant l’entre deux guerres. Parmi les administrateurs de cette fondation, on trouvait de grands personnages belges comme l’ex-premier ministre Paul van Zeeland, Félicien Cattier, ou encore le comte Edmond Carton de Wiart. Par la suite, on y retrouvera également Jean Willems et le procureur général Raoul Hayoit de Termicourt.
William Tuck achète en 1920 une partie du domaine des Meeûs à Waterloo sur laquelle il fait construire une gentilhommière qui fut rachetée par l'État belge en 1945 et devint la résidence de Léopold III de Belgique. Cette propriété est connue comme le domaine d'Argenteuil (le château Meeûs de 1858 est un bâtiment distinct).